# Kimobetsu
Kimobetsu (喜茂別町?) è una cittadina giapponese della prefettura di Hokkaidō.